# Thảm họa Hindenburg

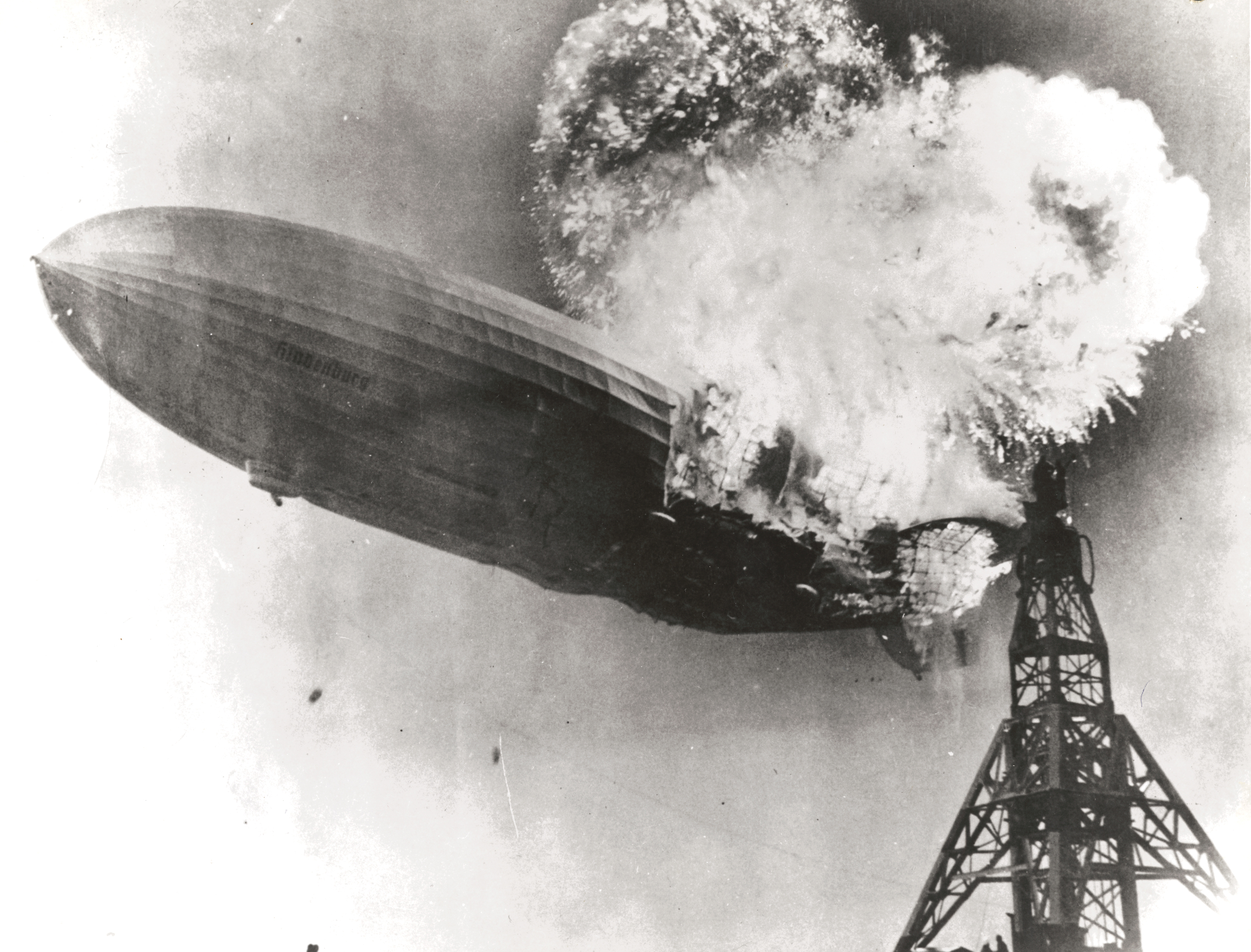
Chiếc khí cầu LZ 129 Hindenburg bị rơi và bắt lửa

Thảm họa Hindenburg là sự kiện diễn ra vào ngày thứ năm, mùng 6 tháng 5 năm 1937 khi chiếc khinh khí cầu nổi tiếng LZ 129 Hindenburg bị bắt lửa do nổ Bom tại cột mốc kéo và cháy rụi khi hạ cánh trong chuyến bay khởi hành từ Frankfurt, Đức tới trạm bay Lakehurst Naval ở Lakehurst, New Jersey, Mỹ. Trong số 97 người có trong tàu (36 hành khách và 61 người trong phi hành đoàn) thì có 35 người thiệt mạng, ngoài ra còn có một người nữa chết khi con tàu lao xuống đất.
Thảm họa này là chủ đề chính của rất nhiều trang báo, ảnh, và nó cũng đem đến tên tuổi cho nhà báo Herbert Morrison, người tường thuật toàn bộ vụ tai nạn vào lúc đó và đoạn thu trở nên nổi tiếng vào buổi sáng phát thanh ngày hôm sau. Nguyên nhân của vụ cháy tới ngày nay vẫn còn điều bí ẩn, cho dù đã có rất nhiều giả thiết được đưa ra nhằm giải thích lý do phát lửa và việc lửa lan sang phần nhiên liệu của tàu. Sự kiện này đã làm tiêu tan niềm tin của công chúng với những chiếc khí cầu khổng lồ, hành khách trở nên dè dặt và nghiêm khắc hơn và thảm họa Hindenburg đã chính thức đánh dấu sự kết thúc của kỷ nguyên hàng không khí cầu.

## Chuyến bay

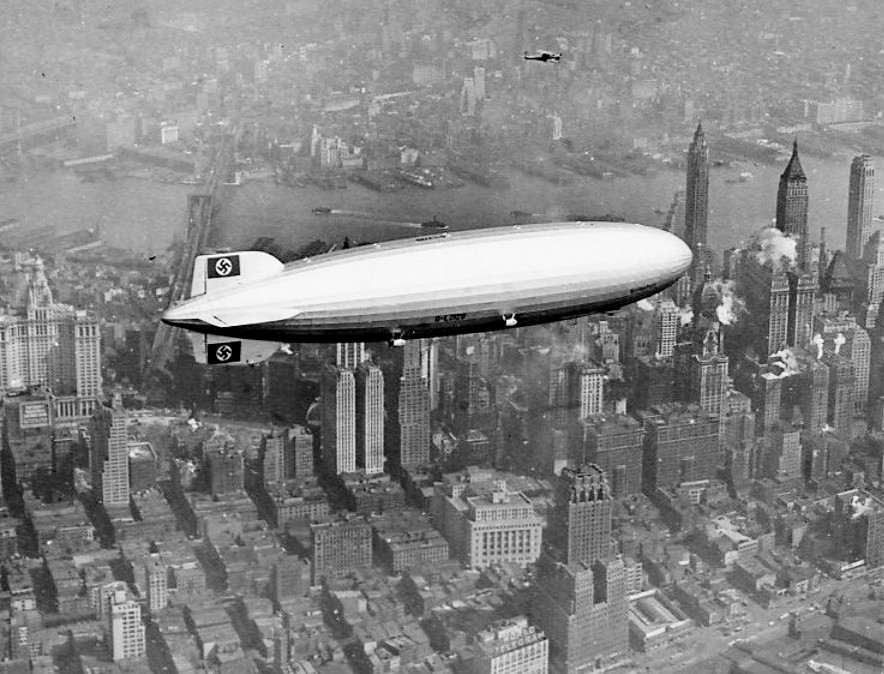
Hindenburg bay qua Manhattan, New York, ngày 6 tháng 5 năm 1937, vài giờ trước khi xảy ra tai nạn.

Hindenburg bắt đầu thực hiện chuỗi mười chuyến đi liên tiếp giữa Châu Âu và Hoa Kỳ vào ngày 3 tháng 5 năm 1937, sau chuyến đi đầu tiên thành công năm 1937 từ Rio de Janeiro vào cuối tháng Ba. năm hoạt động trọn vẹn thứ hai. Để quảng cáo cho chuyến bay này, American Airlines, công ty được thuê thực hiện hành trình, đã phát rất nhiều tờ rơi từ Lakehurst đến Newark.
Vào buổi chiều sớm ngày 6 tháng 5, tàu Hindenburg đã cập bến Lakehurst. Dù chỉ chở một nửa số hành khách cho phép (36 thay vì 70), chuyến đi tới châu Âu của Hindenburg hoàn toàn chật cứng vì quá nhiều người muốn được chứng kiến Vua George VI và Nữ hoàng Elizabeth đăng quang. Trong số 61 kỹ sư có 21 người là thực tập sinh.
Con tàu mất khá nhiều giờ để qua Boston vào sáng ngày mùng 6 và cuối cùng nó đã tới được Lakehurst sau vài tiếng muộn hơn lịch trình do ảnh hưởng của một cơn bão. Thấy rõ điều kiện thời tiết tồi tệ, cơ trưởng Max Pruss đã buộc phải vòng qua Manhattan và điều đó khiến một đám đông hiếu kỳ đổ ra đường để chiêm ngưỡng con tàu khổng lồ. Sau khi đi tới vùng an toàn hơn vào khoảng lúc 4 giờ chiều, Max Pruss đã lái con tàu một vòng quanh New Jersey để hành khách có thể nhìn thấy thành phố từ trên cao trong khi họ chờ đợi thời tiết có những biến chuyển tốt hơn. Tới khoảng 6h22', cơn bão tan và con tàu thẳng hướng tới Lakehurst sau gần nửa ngày trễ hơn so với lịch trình. Để tiết kiệm thời gian kiểm tra và chuẩn bị cho chuyến đi trở lại châu Âu, công chúng bị cấm tới khu vực neo đậu cũng như việc tiếp xúc với con tàu trong thời gian nó dừng tại đây.